# Alchia
Alchia (Siracusa, IV secolo a.C. – III secolo a.C.) è stata la seconda moglie di Agatocle; tiranno e basileus di Sicilia.
Alchia viene menzionata per la prima volta da Diodoro Siculo nel corso della narrazione sulla spedizione siracusana in Africa: un capitano di Agatocle, tale Licisco, accusò il primogenito di Agatocle nato dalla prima moglie, Arcagato, di avere una relazione incestuosa con lei, sua matrigna. Arcagato reagì all'insinuazione e uccise davanti a tutti il capitano Licisco, scatenando la rivolta dei soldati contro Agatocle e la sua famiglia.
Alchia fu la madre di Lanassa, divenuta regina d'Epiro e regina di Macedonia, in quanto prima sposa del sovrano Pirro e in seguito sposa del sovrano Demetrio Poliorcete. Alchia fu altresì la madre di Agatocle II: l'erede scelto da Agatocle per succedergli al trono ed assassinato dal nipote del re, nonché figlio dell'Arcagato con il quale lei avrebbe avuto una relazione, Arcagato junior.